# Basilique Saint-Amable de Riom
La basilique Saint-Amable de Riom est le plus vaste édifice clérical d'Auvergne après la cathédrale Notre-Dame-de-l'Assomption de Clermont-Ferrand. Située à Riom elle est une basilique mineure depuis 1912, date à laquelle l'évêque de Clermont demanda au pape Pie X son élévation à ce titre.
Pie X daigna souscrire à cette requête par un bref le 7 mars 1912. Elle est l'une des trois basiliques du diocèse de Clermont avec la basilique Notre-Dame-du-Port à Clermont-Ferrand et la basilique Notre-Dame d'Orcival à Orcival. Modifiée au cours de l'histoire, elle a été construite en grande partie au XIIe siècle et au XIIIe siècle. Surtout connue pour le saint auquel elle fut dédiée, la basilique Saint-Amable fut un lieu de pèlerinage jusqu'au début du XXe siècle. Aujourd'hui elle est surtout connue pour son clocher et sa flèche en ardoise.

## Histoire de la construction

### Les églises antérieures
Avant que l'église Saint-Amable soit érigée, il y avait une chapelle :
- Saint-Gervais et Saint-Protais

On ne connaît pas la date de sa construction mais on sait qu'elle a existé pendant la vie de saint Amable (Ve siècle) et que c'est lui qui a décidé de la transformer pour établir l'église Saint-Bénigne au même emplacement.
- Saint-Bénigne

Elle fut construite par Amable de Riom au Ve siècle. Après sa mort, vers 640, elle fut rebaptisée église Saint-Amable quand l'évêque Gal II de Clermont décida de translater son corps de Clermont à Riom. En 1077, l'évêque de Clermont Durand la confia à Pierre de Chavanon, fondateur de l'abbaye de Pébrac, pour la réformer et l'élever en abbatiale.

### L'église actuelle

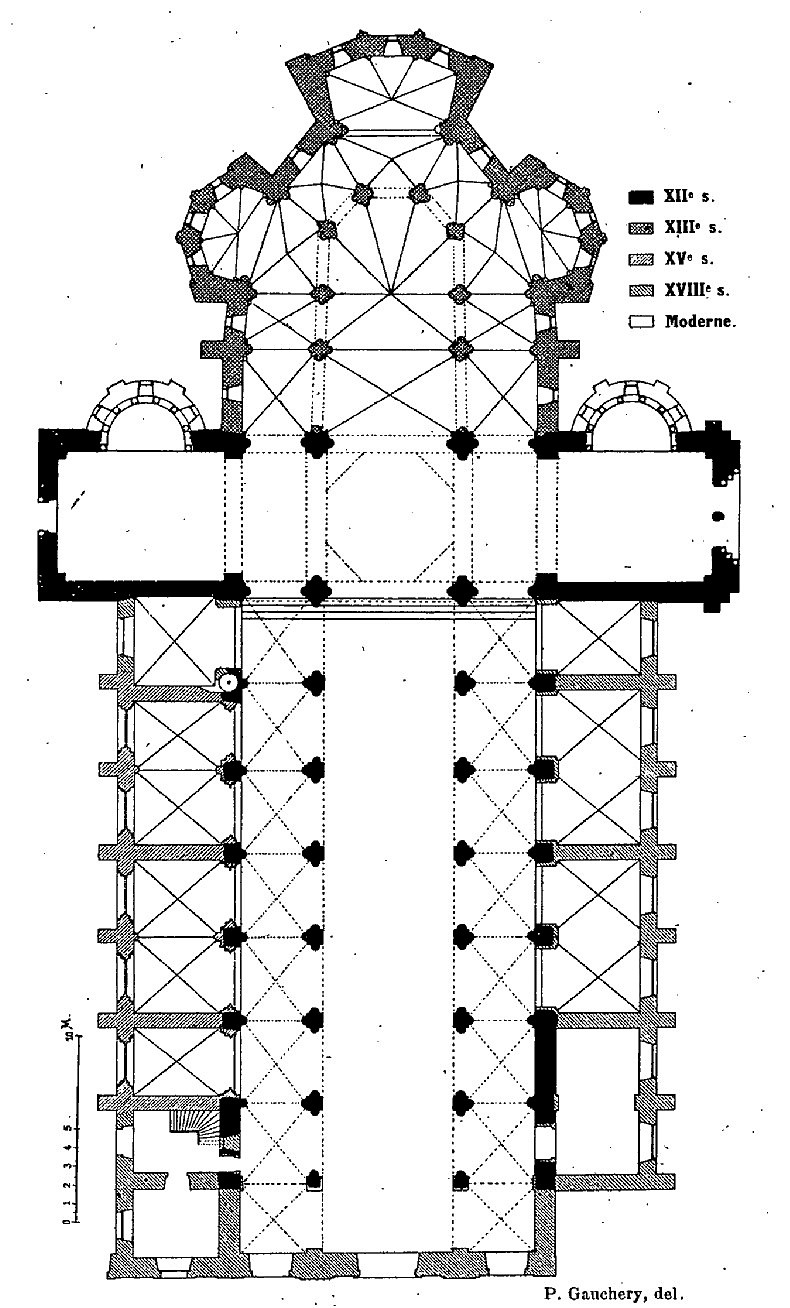
Église Saint-Amable - Plan, Paul Gauchery. Congrès archéologique de France, 1913.

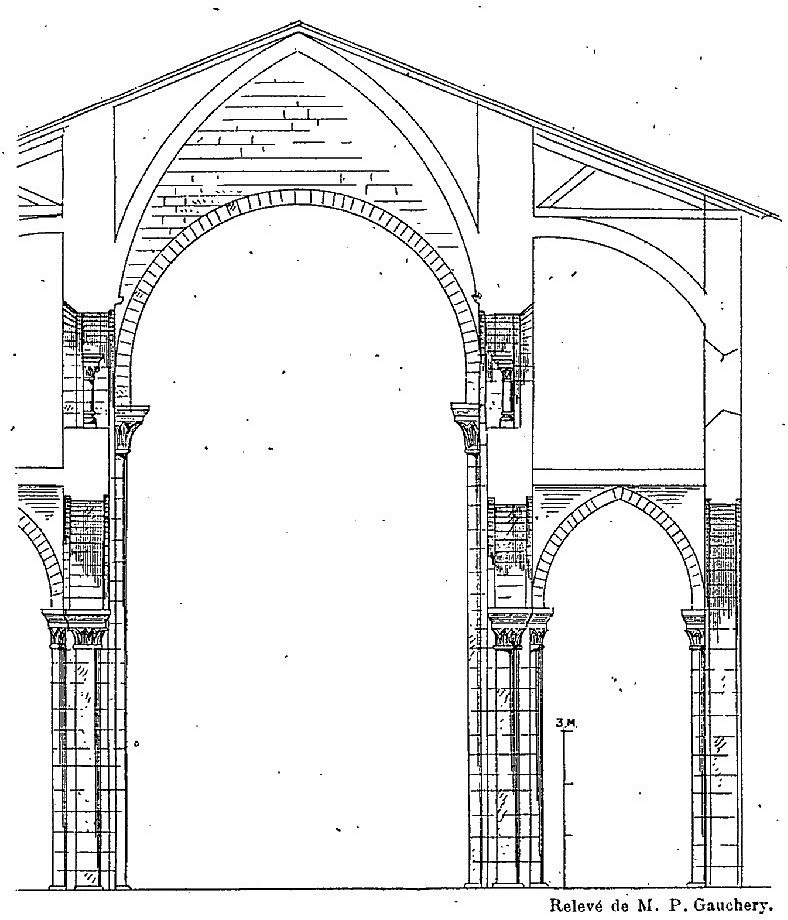
Église Saint-Amable - Coupe de la nef, Paul Gauchery. Congrès archéologique de France, 1913.

Elle commença à être érigée au troisième quart du XIIe siècle par la nef, et continuée au début du XIIIe siècle avec le chœur. Au nord, les chapelles latérales furent ajoutées aux XVe et XVIe siècles, au sud seulement au milieu du XVIIIe siècle. De cette époque date aussi la façade. Le clocher surplombant la croisée fut ajouté au XIXe siècle.
Sa longueur de 64,50 mètres et sa largeur de 27 mètres la placent, en termes de superficie, juste après la cathédrale Notre-Dame de Clermont-Ferrand.
Elle fut gravement endommagée par les forts séismes qui secouèrent la région en 1477 et 1490.

## Description

### La nef

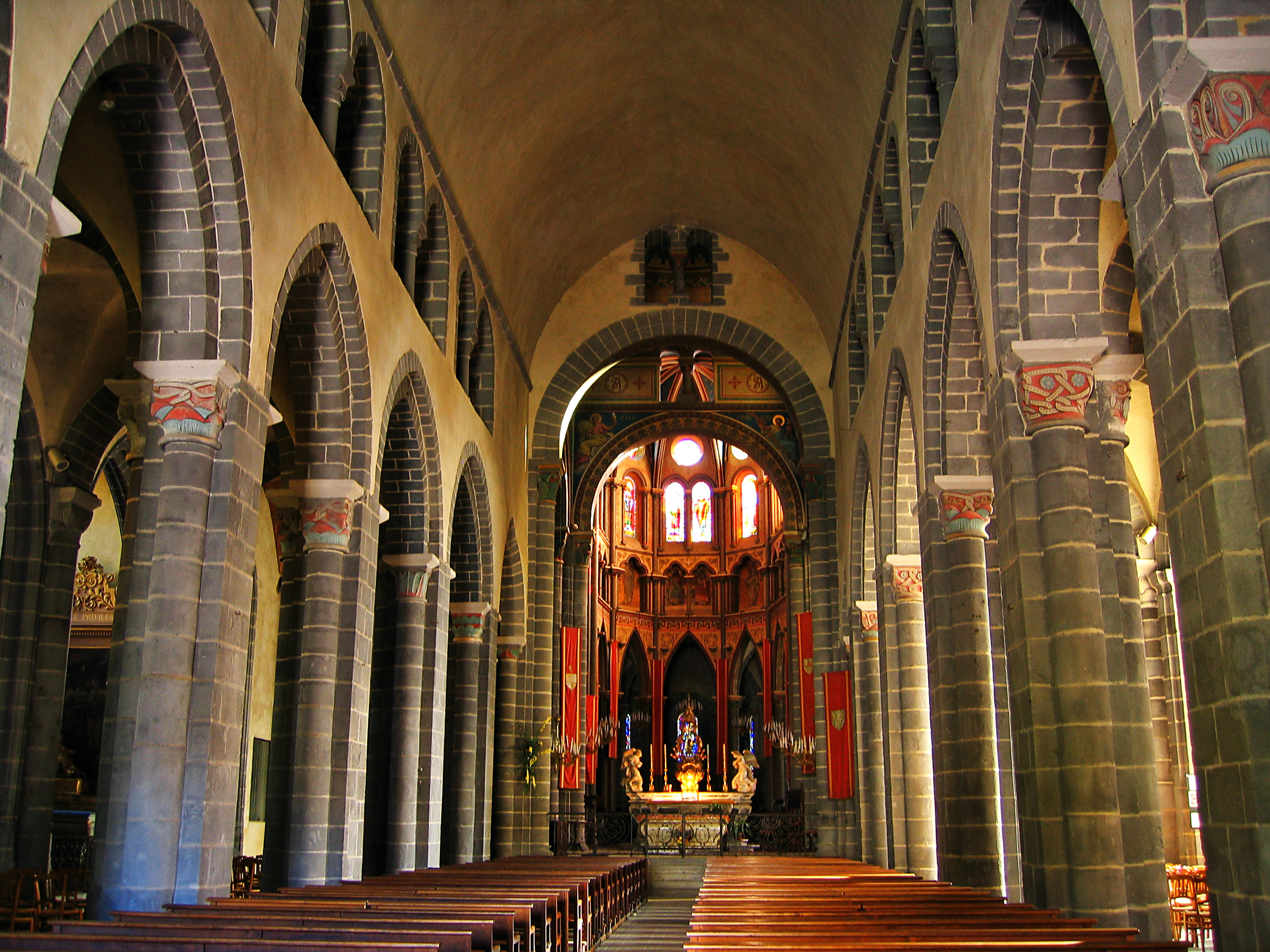
Basilique Saint-Amable, intérieur.

La nef est la partie la plus ancienne de l'église actuelle. Son style roman tardif fait qu'elle réunit à la fois le roman et le gothique. Elle compte 7 travées toutes légèrement asymétriques. Sa hauteur de voûte est de 16,15 mètres et sa largeur de 7,10 mètres. La voûte des bas-côtés est soutenue par des arcs-doubleaux. Les chapiteaux de ses nefs latérales sont absolument identiques, par la forme et la décoration, à ceux de la grande nef. Un décapage des piliers en (1975) a permis de découvrir sur une des voûtes du bas-côté nord des fresques sur fond rouge relatant la vie de Jésus-Christ qui sont datées du début XVe siècle.

### Le transept
Le transept a été restauré, et non pas rebâti, au XIXe siècle avec des décorations et des mosaïques polychromes. Dans les bras nord et sud se trouvent des chapelles qui ont été construites en 1859 lors de la reconstruction du transept par l'architecte Aymon Mallay. Dans le bras nord du transept ou peut voir deux tableaux :
- Le Christ apaisant la tempête[7] de Claude-Marie Dubufe (1790–1864). Ce tableau s'inscrit dans un courant de renouveau de la peinture qui marque le début de la restauration. Acheté par l'État, il est destiné au musée de Riom puis à la mairie et enfin au bras nord du transept de l'église Saint-Amable. Le peintre reste fidèle à son maître Jacques-Louis David (1748–1825). Cette œuvre fut restaurée en 1996.

- Saint-Amable de Jean-Jacques Lévêque[7]

À la suite de sa guérison le peintre parisien offre une toile aujourd'hui exposée dans le bras nord du transept. On y voit saint Amable recevant un reliquaire de la part d'un ange et guérissant un malade sur fond de ville en flamme. Cet arrière-fond évoque un de ses miracles lors du siège de Riom en 1135. Le serpent au premier plan  rappelle un de ses trois dons, celui de chasser le serpent et de guérir les morsures.

### Le chœur

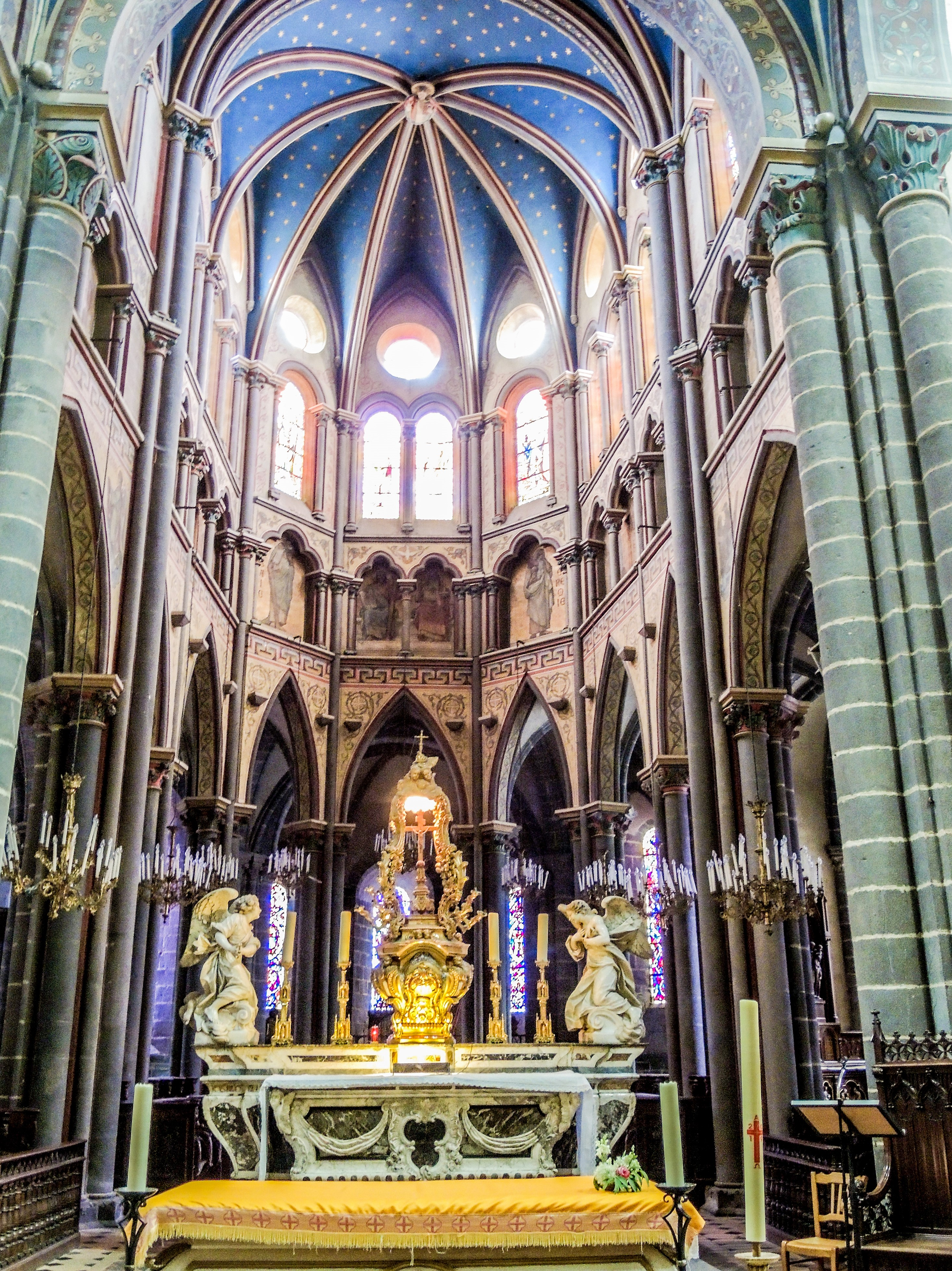
Maître-autel dans le chœur exécuté en 1765 par Jacques-Baptiste Arbieu, sculpteur à Clermont-Ferrand, et deux anges en marbre de Carrare réalisés en Italie.

De style gothique classique, il est de forme polygonale et a été construit entre 1230 et 1235. Il se compose d'un vaisseau central de 12,40 mètres de long et de largeur égale à celle de la nef (7,10 m). Le déambulatoire et les trois chapelles rayonnantes le complètent. Au sommet de la voûte se trouve la clef de voûte représentant un Christ bénissant. À cette clef de voûte aboutissent huit branches venant des huit piliers qui l'entourent.
- le déambulatoire de largeur variable est voûté par des croisées d'ogive et de doubleau qui reposent sur des colonnes dont les chapiteaux sont ornés de têtes et de feuillage de style XIIe siècle–XIIIe siècle ;
- les trois chapelles à cinq pans. Elles sont voûtées par six branches d'ogives avec clé à feuillages. Elles sont séparées par d'étroites ouvertures à plein cintre. Le tracé presque trapézoïdal de la chapelle saint Amable est exceptionnel ;
- les stalles ont été réalisées et mises en place en 1687 par deux artistes : André Boysen, vraisemblablement d'origine flamande, et Noël Mercier, menuisier sculpteur de Gannat. Ces stalles et ces boiseries formaient une barrière ininterrompue. Lors de la restauration du XIXe siècle, l'architecte Aymon Mallay estima que ces dorsaux coupaient l'unité de style et la perspective profonde du chœur. Du côté sud, on peut apercevoir un relief de saint Amable portant son reliquaire et tenant une crosse abbatiale.

### Les chapelles latérales
- Chapelles latérales nord

Érigées au XVe siècle elles sont surélevées de deux marches. La plupart des fenêtres ont conservé leurs meneaux d'origine; en revanche les vitraux ont été brisés à la Révolution. Les voûtes reposent sur des nervures piriformes qui convergent autour de belles clés de voûte à écussons ; leurs retombées s'appuient sur des culs-de-lampe ornés de petits personnages.
- Chapelles latérales sud

Érigées en 1747–1750 au moment de la destruction du cloître en ruine de l'ancienne abbaye augustinienne de Saint-Amable. Elles sont comparables aux chapelles latérales nord en termes de dimensions et de niveau mais les fenêtres sont cintrées selon la mode de l'époque ainsi que les voûtes et les nervures.

### La façade

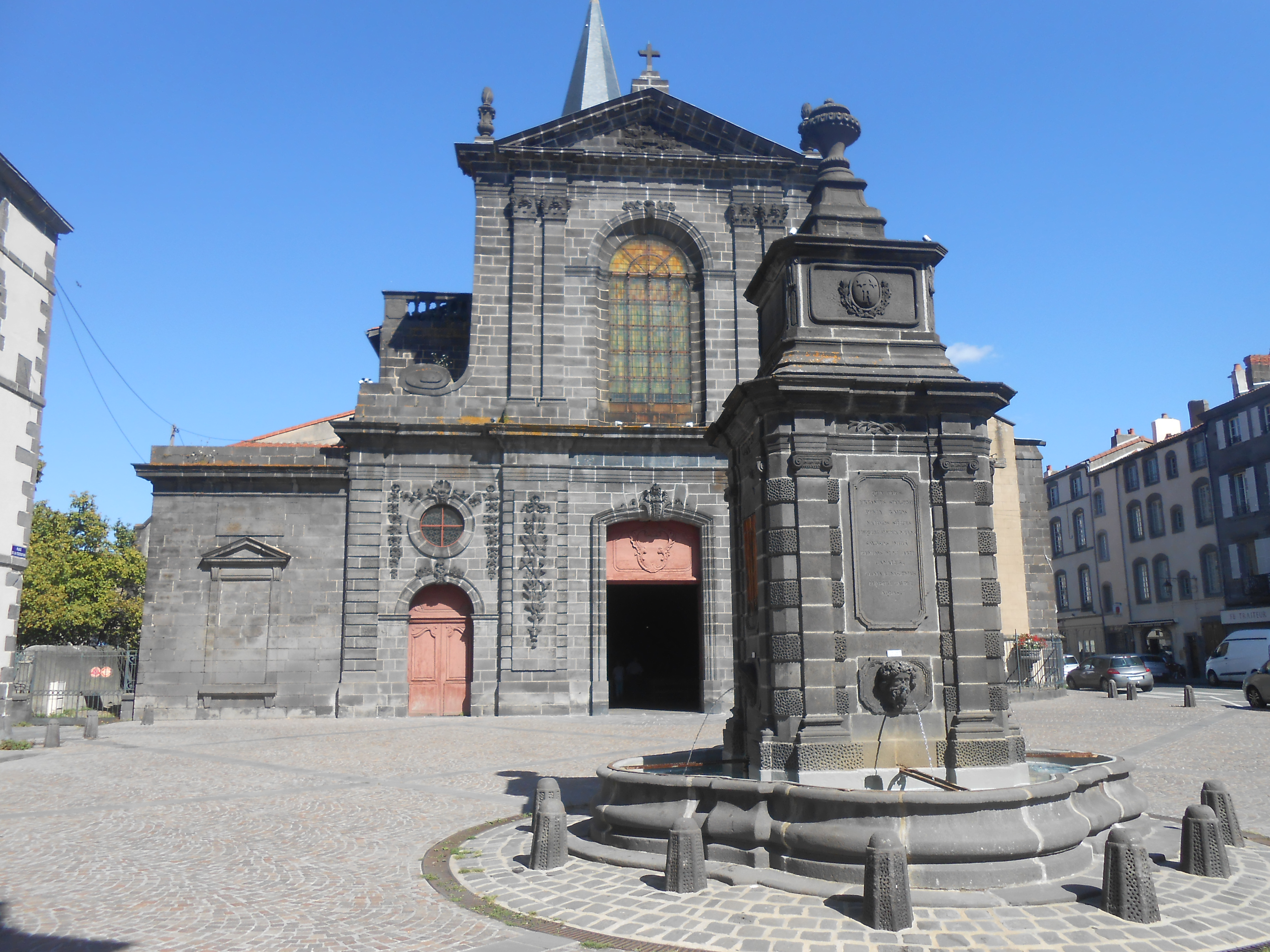
Le portail ouest de la basilique Saint-Amable, XVIIIe siècle.

La façade occidentale actuelle a été construite en 1750, ses décorations sont de style Louis XV. La partie inférieure est percée d'une grande porte centrale et de deux portes latérales, dont toutes offrent une jolie décoration de style Louis XV. Au-dessus des portes latérales s'ouvre un oculus encadré de guirlandes de feuillages et de fleurs.
Elle est l'œuvre de François-Charles Dijon (1705–1785, ingénieur des Ponts et Chaussées de la généralité d'Auvergne. C'est une des rares réalisations d'architecture religieuse classique en Auvergne.
L'étage supérieur contrebuté par des consoles renversées, présente une vaste baie flanquée de chaque côté de deux pilastres. Un entablement les couronne, surmonté d'un fronton triangulaire dont les angles portent des acrotères ornés : celui du sommet, d'une croix, les deux autres de pots à feu.

### La sacristie
Créée en 1860, la sacristie actuelle remplace l'ancienne sacristie qui se trouvait adossée au bras nord du transept et au chœur. Elle abrite de magnifiques boiseries réalisées en 1687 par André Boysen, ébéniste à Clermont, et Noël Mercier, menuisier sculpteur, à Gannat. Ces boiseries constituaient les dorsaux des stalles formant tout le long du déambulatoire une barrière ininterrompue.

### Le clocher
Le clocher de l'église actuelle date du milieu du XIXe siècle ; il a été reconstruit par l'architecte Aymon Mallay. Il est surmonté d'une flèche en bois recouverte d'ardoise qui était, avant la Révolution en pierre de taille et de hauteur bien plus imposante. Les deux étages du clocher sont séparés par une moulure en bandeau. Le premier de style roman, le second de style gothique. Aujourd'hui il abrite de superbes cloches dont les Riomois sont fiers.

### Le mobilier

#### Le maître autel

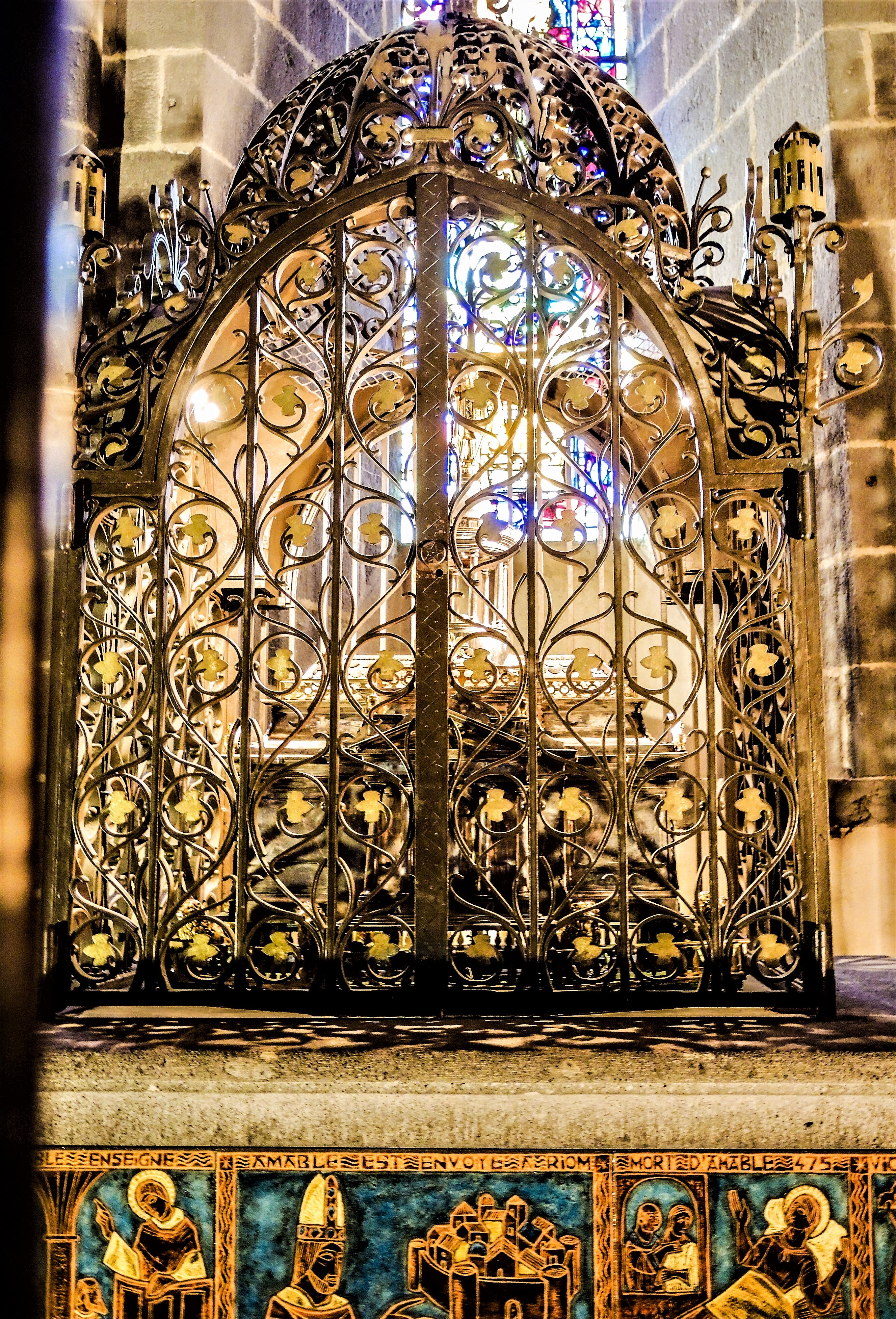
Châsse-reliquaire de saint Amable.

Le maître-autel a été réalisé de 1765 à 1766 par Jacques-Baptiste Arbieu, sculpteur à Clermont. Avant lui, il y avait deux autels dans le chœur : l'autel paroissial orné d'un retable du sculpteur riomois Languille, et tout au fond contre le déambulatoire l'autel du chapitre. C'est au XVIIIe siècle qu'on les supprima pour construire un maître-autel biface, l'un tourné vers les fidèles, l'autre vers le chapitre. Il fut d'abord placé sous la coupole puis au XIXe siècle, il fut déplacé dans la première travée du chœur.
L'ensemble repose sur trois marches de marbre. Il est constitué d'une cuve en marbre sur lequel reposent à ses extrémités deux anges en marbre de Carrare, œuvre de Dominique Fossati, de Marseille, en 1771. Au centre, le tabernacle doré est surmonté d'un baldaquin et d'une coupole.

#### La châsse
La châsse initiale fut achevée en 1477 par Jean Adam, orfèvre à Saint-Pourçain. Elle était en argent et elle représentait une petite église surmontée par des lions, elle fut fondue à la Révolution. La châsse actuelle date de 1814 ; elle fut réalisée par Laroze orfèvre à Clermont. Elle est en bois de noyer plaqué d'argent et de vermeil et forme une église à dôme surmontée d'une effigie de saint Amable. Elle se trouve actuellement dans la chapelle axiale de la basilique.

### Les vitraux

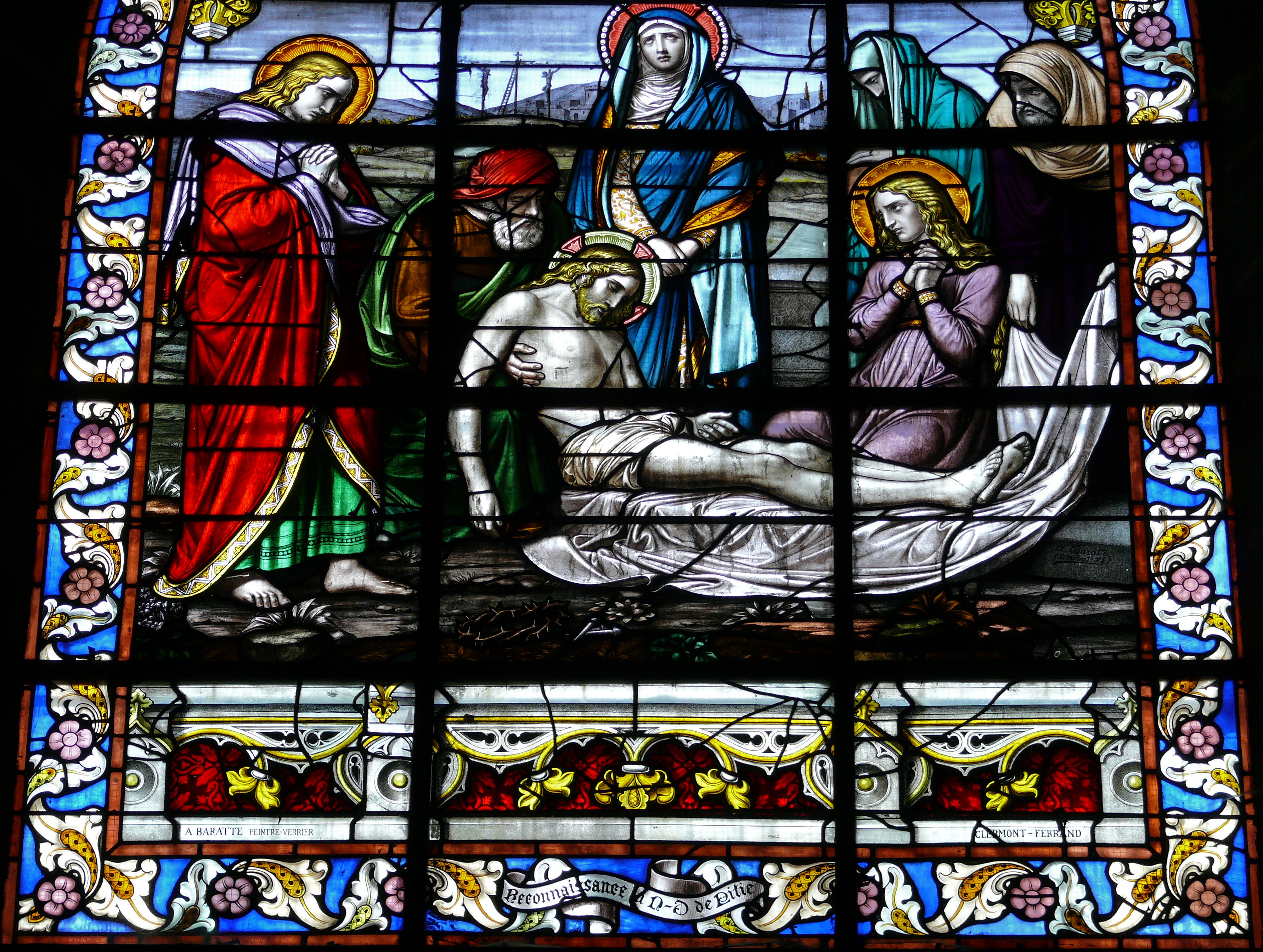
Déploration du Christ par Adrien Baratte.

Le peintre verrier Michel Durand, successeur de Max Ingrand, a réalisé en 1975 les verrières figuratives des baies 0 à 4, 21 à 29, 33, 35 et 37.
Trois verrières représentant les miracles de saint Amable ont été exécutées en 1854 par Étienne Thevenot pour les baies 5, 7 et 9.
Les baies 6, 8 et 10 sont décorées de vitraux représentant la vie de saint Joseph dus au peintre verrier Lucien Chatain sur des cartons d'Émile-Joseph Delalande ont été réalisés en 1885.
Le peintre verrier Laurent Lachaize a exécuté en 1870 trois verrières représentant saint Joachim, l'Immaculée conception et sainte Anne pour les baies 16, 18, 20.
Les vitraux représentant le don du rosaire à saint Dominique et le don du scapulaire à saint Simon Stock (baies 24 et 26), sont de Félix Gaudin sur des cartons d'Eugène Grasset, en 1889.
L'église possède deux vitraux réalisés par Adrien Baratte : Déploration du Christ (baie 31) et Assomption de la Vierge (baie 34).
La verrière représentant sainte Élisabeth de Hongrie, baie 36, est des frères Mauméjean, après 1928.
Étienne Thevenot a exécuté les verrières des fenêtres hautes du chœur, baies 101 à 104, 107 à 118, en 1844, représentant les douze apôtres ainsi que saint Austremoine, premier évêque d'Auvergne, saint Amable, saint Bénigne et saint Gervais et Protais.

### L'orgue
Le buffet d'orgue actuel a été réalisé pas le facteur d'orgues alsacien Joseph Callinet en 1834. Il possède quatre tours rondes en chêne. En 1896, sur commande de l'organiste de la basilique, le compositeur Félix Artance, le facteur d'orgues Charles Anneessens reconstruit la totalité de la partie instrumentale de l'orgue. Cet orgue romantique est composé de 36 jeux répartis sur 2 claviers et un pédalier (les claviers ont 56 notes : ut à sol, le pédalier, 30 notes : ut à fa).

### Liens Externes
- Ressources relatives à la religion :   - Clochers de France
  - GCatholic.org
- Ressource relative à l'architecture :   - Mérimée
- Un autre site sur la basilique Saint-Amable
- Paroisse Notre Dame des Sources au Pays Riomois - Messe.info
- Basilique Saint-Amable de Riom - Orgues en France et dans le monde
- Basilique Saint-Amable de Riom (Riom, XIIe-XIIIe siècles) | Structurae
- Art et histoire en Auvergne-Rhône-Alpes : La basilique Saint-Amable, Riom